# تشابي إيروريتا
تشابي إيروريتا (بالإسبانية: Xabi Irureta)‏ (21 مارس 1986 إسبانيا - ) هو لاعب كرة قدم إسباني، يلعب كحارس مرمى.

## روابط خارجية
- تشابي إيروريتا على موقع قاعدة بيانات كرة القدم.إي يو (الإنجليزية)
- تشابي إيروريتا على موقع Soccerway.com (الإنجليزية)
- تشابي إيروريتا على موقع عالم كرة القدم.نت (الإنجليزية)
- تشابي إيروريتا على موقع AS.com (الإسبانية)